# Gornje Korminjane
Gornje Korminjane (en serbocroata: Gornje Korminjane / Горње Кормињане) o Kormnjani i Epërm (en albanés: Kormnjani i Epërm) es un pueblo en el municipio de Ranilug del distrito de Gnjilane de Kosovo. Gornje Korminjane es uno de los enclaves serbios en Kosovo. 

## Geografía
Gornje Korminjane se encuentra a lo largo del curso del río Binačka Morava, a 3-4 kilómetros del cruce con Serbia. 

## Historia
Sobre el pueblo, en las colinas, se encontraron los restos de un antiguo asentamiento. 

## Demografía
La evolución demográfica de Gornje Korminjane entre 1948 y 2011 fue la siguiente:
| 509                                                 | 529 | 568 | 572 | 545 | 545 | 284 |
| (Fuente: Population of Kosovo since Yugoslav times) |     |     |     |     |     |     |

Según el censo de 2011 (boicoteado parcialmente por los serbios), los serbios representaban el 93,31% de la población (265 personas); y los albaneses, el 6,34% (18 personas).

## Infraestructura

### Arquitectura, monumentos y lugares de interés
Hoy en el pueblo hay una iglesia de la Santísima Virgen María construida a finales del siglo XVIII o principios del XIX, que fue ampliada a mediados del siglo XIX y pintada en 1870.